# John Maynard (Politiker)
John Maynard (* 8. Januar 1786 in Whitestone, New York; † 24. März 1850 in Auburn, New York) war ein US-amerikanischer Jurist und Politiker. Zwischen 1827 und 1829 sowie zwischen 1841 und 1843 vertrat er den Bundesstaat New York im US-Repräsentantenhaus.

## Werdegang
John Maynard wurde ungefähr drei Jahre nach dem Ende des Unabhängigkeitskrieges im Queens County geboren. Er graduierte 1810 am Union College in Schenectady. Zwei Jahre später brach der Britisch-Amerikanische Krieg aus. Er studierte Jura. Nach dem Erhalt seiner Zulassung als Anwalt begann er in Seneca Falls zu praktizieren. Er arbeitete 1821 und 1822 als Clerk im Seneca County. 1822 saß er in der New York State Assembly.
Als Folge einer Zersplitterung der Demokratisch-Republikanischen Partei vor und während der Präsidentschaft von John Quincy Adams (1825–1829) schloss er sich der Adams-Fraktion an. Bei den Kongresswahlen des Jahres 1826 wurde Maynard im 26. Wahlbezirk von New York in das US-Repräsentantenhaus in Washington, D.C. gewählt, wo er am 4. März 1827 die Nachfolge von Theron R. Strong antrat. Er schied nach dem 3. März 1829 aus dem Kongress aus.
Maynard war 1836 und 1837 Bezirksstaatsanwalt im Seneca County. Zwischen 1838 und 1841 saß er im Senat von New York. Dann zog er nach Auburn.
1840 kandidierte er im 27. Wahlbezirk von New York für den 27. Kongress. Nach einer erfolgreichen Wahl trat er am 4. März 1841 die Nachfolge von Robert S. Rose an. Er schied nach dem 3. März 1843 aus dem Kongress aus.
Am 7. Juni 1847 wurde er Richter am New York Supreme Court für den siebten Distrikt – ein Posten, den er bis zu seinem Tod bekleidete. Er verstarb am 24. März 1850.